# Fiesta de San Antonio Abad (Canals)
San Antonio Abad es una fiesta que se celebra en enero en Canals, un municipio de la provincia de Valencia, España. 

## Historia
Las fiestas en honor a San Antonio Abad en Canals tienen su origen en 1748. Aquel año hubo un terremoto de grandes dimensiones que provocó muchos destrozos en la región. Mientras localidades vecinas como Montesa —cuyo castillo se derrumbó—, Onteniente, Enguera o Ayelo de Malferit sufrieron graves daños en edificios y viviendas, Canals quedó prácticamente intacta. 
Los habitantes de Canals interpretaron la ausencia de daños durante el terremoto como un milagro atribuido a San Antonio Abad. A raíz de este suceso, el santo fue proclamado patrón del municipio y su figura adquirió una notable relevancia en la vida religiosa y cultural de la localidad. Con el transcurso de los años, en honor a San Antonio Abad se celebra anualmente una de las fiestas más destacadas de la comarca, cuyo acto principal es la construcción y quema de una gran hoguera, considerada una de las más altas del mundo. 

## Descripción
Desde el 1 de enero se inicia la construcción de la hoguera con la colocación del denominado Primer Pi, el primer tronco que servirá como base de la estructura para la hoguera. Durante las dos semanas siguientes, se lleva a cabo el montaje de esta en la Plaza Mayor, esta labor es llevada a cabo por un equipo contratado por los festeros, quienes ejecutan todo el proceso de forma manual. Día a día se corta, clasifica y apila la leña: primero se colocan los troncos de mayor grosor, seguidos por maderas más delgadas y finalmente el ramaje. La estructura se cubre con una capa verde formada por pinastro, y se culmina coronando la cúspide con un naranjo. Se estima que el conjunto alcanza un peso aproximado de 150.000 kilos de leña. La estructura queda completada el 16 de enero, fecha en la que, a las 21:00 horas, se celebra la quemada de la hoguera, conocida como la cremà. 
La fiesta alcanza su punto más religioso el día 17. El día empieza con la mascletá, comparable a las que se disparan durante las Fallas frente al Ayuntamiento de Valencia. Más tarde, se celebra una misa y la procesión en honor al santo, cuya imagen recorre el municipio, simbolizando la bendición de cada hogar y cada participante. Para terminar el día, antes de las 23:00 horas, quienes lo deseen pueden realizar una torrà (asado popular) aprovechando las brasas de la cremà de la hoguera. 
Entre los momentos más destacados se encuentra el del 18 de enero, cuando dos participantes asumen los papeles de Bandera y Cuiro. Este día recibe el nombre de Els Parells y se caracteriza por la bendición de los animales y un animado desfile en el que los festeros recorren las calles del pueblo a caballo repartiendo obsequios y juguetes.  

## Costumbres
Una de las costumbres más popular de esta festividad es la proclamación del tradicional vítol, una expresión dedicada al patrón del pueblo. Durante los actos festivos, es común escuchar a los vecinos recitar: ¡Vítol i vítol al nostre patró del poble!, a lo que el resto de los presentes responde al unísono: ¡Vítol!. Esta fórmula, se ha transmitido de generación en generación a lo largo del pueblo de Canals. 
Otra típica costumbre de estas fiestas ocurre el 18 de enero, conocido por los habitantes de Canals como el dia de Els Parells, donde vecinos y participantes se reúnen para disfrutar de la gastronomía típica de estas fechas, destacando especialmente Les Cassoles de arroz al horno. 

## Reconocimientos
En 2018 esta fiesta fue declarada fiesta de Interés Turístico Nacional. 
Con una altura aproximada de dieciocho metros, aunque esta puede variar cada año, y un diámetro de catorce metros, la hoguera de Canals es considerada una de las más emblemáticas de la Comunidad Valenciana y entre las más grandes del mundo. Durante años ostentó este reconocimiento, registrado en el Libro Guinness de los Récords. 